# Варало Помбия
Вара̀ло По̀мбия (на италиански: Varallo Pombia; на пиемонтски: Varà, Вара, на местен диалект: Varàa, Вараа) е градче и община в Северна Италия, провинция Новара, регион Пиемонт. Разположено е на 162 m надморска височина. Населението на общината е 5004 души (към 2012 г.).